# Walter Feist
Walter Feist (* 19. November 1907; † 18. August 1978) war ein deutscher Rennrodler. Er ist einer der erfolgreichsten Vertreter seiner Sportart in den Anfängen der organisierten Ausübung des Sportes, dessen Karriere sich vom Ende der 1920er bis zum Ende der 1950er Jahre erstreckte.

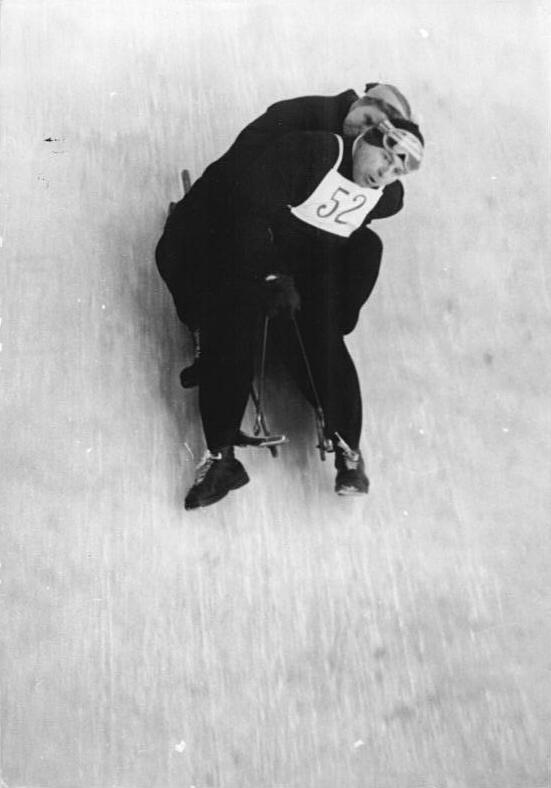
Mixed-Wettbewerb bei den DDR-Meisterschaften 1954 – Feist mit Friedel Kinzel-Tietze

Walter Feist aus Flinsberg gewann erstmals 1927 in Schierke mit seinem Partner und älterem Bruder Richard Feist im Doppelsitzer die Deutsche Meisterschaft. Im Jahr darauf gewann das Doppel in Schreiberhau mit Silber hinter Herbert Elger und Wilhelm Adolf ihre erste Medaille bei den Europameisterschaften. 1929 gewann er mit Richard Feist in Semmering seinen ersten kontinentalen Titel im Doppelsitzer. Auch national gewann das Doppel in Oybin den Titel, zudem gewann er ihn auch im Einzelwettbewerb. Den Einzeltitel errang Feist erneut 1932 in Bad Tölz, 1933 in Schreiberhau im Doppel mit Richard Feist. In Ilmenau gewann er mit seinem neuen Partner und Neffen Walter Kluge 1934 wie auch 1935 in Krynica den Titel bei den Doppelsitzer-Wettbewerben der Europameisterschaften. 1937 musste sich das Duo in Oslo seinen Landsleuten Martin Tietze und Kurt Weidner geschlagen geben und gewann Silber, national in Oybin hingegen Gold. 1938 in Salzburg und 1939 in Liberec gewannen Feist/Kluge nochmals die Goldmedaillen. Die weitere Karriere wurde durch den Zweiten Weltkrieg unterbrochen.
Nach dem Krieg setzte Feist ab den 1950er Jahren in der DDR fort und wurde für Chemie Piesteritz startend 1951 erster DDR-Meister im Einzel. Danach wechselte er zur BSG Stahl Ilsenburg und gewann weitere Titel 1953, 1954 und 1958. Im Doppelsitzer gewann er den Titel 1958 mit Udo Kasten, im Mixed-Wettbewerb 1953 mit seiner Frau Thea Feist. Zudem wurde er 1954 Vizemeister im Doppelsitzer und mit Friedel Kinzel-Tietze im Mixed, 1955 im Einzel. 1955 wurden noch einmal Gesamtdeutsche Meisterschaften ausgetragen, bei denen Feist im Einzel und mit Hermann Ohlendorf im Doppel den Titel gewann. In der DDR startete Walter Feist auch im Bobsport, wobei er bei den DDR-Meisterschaften 1951 und 1952 jeweils Silber im Viererbob gewann.